# Target Hoss
Target Hoss, född 3 maj 2005 i Finland, är en finländsk varmblodig travhäst. Hon tränades i Sverige av Timo Nurmos och kördes av Jorma Kontio.
Target Hoss tävlade åren 2008–2012 och tillhörde under denna period en av Europas bästa tävlingsston. Hon gjorde totalt 50 starter vilket resulterade i 21 segrar, 7 andraplatser och 3 tredjeplatser. Hon sprang in 5 miljoner kronor. Hon tog karriärens största segrar i Finskt Trav-Kriterium (2008), Finskt Travderby (2009) och Suur-Hollola-loppet (2011). Efter tävlingskarriären har hon varit avelssto vid Menhammar stuteri.